# Stara Kamienica (gemeente)
De gemeente Stara Kamienica is een landgemeente in het Poolse woiwodschap Neder-Silezië, in powiat Jeleniogórski (Jelenia Góra). De gemeente ligt tussen het IJzergebergte (Góry Izerskie), het Reuzengebergte (Karkonosze) en het natuurpark van het Bóbrdal. De naam Stara Kamienica betekent Stenen huis, en is afgeleid van het kasteel, waarvan nu alleen ruïne over is. Het kasteel is het oudste kasteel van de regio en oorspronkelijk gebouwd door de Piasten, en werd later het stamslot van de graven van Schaffgotsch, tot 1946 de grootste grondbezitters in de regio. Na de Tweede Wereldoorlog werden de oorspronkelijke Duitse bewoners verdreven en de verdreven Polen uit oost Polen (het huidige west Oekraïne) namen hun plaats in. In de Duitse tijd heette de gemeente Alt Kemnitz. De gemeente ligt tussen het dal van Jelenia Góra (een stedelijk gebied met veel toerisme) en de industriële gemeente Mirsk. Het gebied van de gemeente hoorde oorspronkelijk bij het hertogdom Silezië, later Liegnitz en Jauer-Schweidnitz; onderhorig aan resp. de Poolse koning en de Boheemse koning. Vanaf eind 18e eeuw hoorde het gebied bij Pruisen en later Duitsland. De naam Stara Kamienica is een van de weinige historische Slavische namen in de regio, en verwijst naar de Slavische oorsprong. De gemeente telde veel landgoederen en paleizen (in Nowa Kamienica, Kopaniec, Stara Kamienica, Barcinek) en monumentale Evangelische kerken. Deze zijn alle tot ruïne vervallen en verdwenen. Alleen de Evangelische kerk in Kromnów is gerestaureerd en nu een cultureel centrum. Ook de Evangelische kerk van Wojcieszyce is gerestaureerd. Kopaniec en Chromiec bevatten een kunstenaarskolonie met in Kopaniec een nagebouwd middeleeuws dorp. Vanaf 2003 werd het grondgebied van de gemeente bedreigd door grootschalige open mijnbouwprojecten in Mala Kamienica en geplande uraniummijnen in Kopaniec en Krmonów. Dankzij de protesten van de bevolking zijn deze projecten tegengehouden. Sinds 1999 is in Miedzylesie de Nederlandse natuurorganisatie Nemo actief met een aantal projecten voor duurzame ontwikkeling vanuit het centrum Nemoland.
De zetel van de gemeente is in Stara Kamienica.
Op 30 juni 2004 telde de gemeente 5152 inwoners.

## Oppervlakte gegevens
In 2002 bedroeg de totale oppervlakte van gemeente Stara Kamienica 110,46 km², waarvan:
- agrarisch gebied: 56%
- bossen: 36%

De gemeente beslaat 17,58% van de totale oppervlakte van de powiat.

## Demografie
Stand op 30 juni 2004:
| Omschrijving                   | Totaal | Totaal | Vrouwen | Vrouwen | Mannen | Mannen |
| ------------------------------ | ------ | ------ | ------- | ------- | ------ | ------ |
| eenheid                        | aantal | %      | aantal  | %       | aantal | %      |
| inwoners                       | 5152   | 100    | 2633    | 51,1    | 2519   | 48,9   |
| bevolkingsdichtheid (inw./km²) | 46,6   | 46,6   | 23,8    | 23,8    | 22,8   | 22,8   |

In 2002 bedroeg het gemiddelde inkomen per inwoner 1236,43 zł.

## Administratieve plaatsen (sołectwo)
Antoniów, Barcinek, Chromiec, Kopaniec, Kromnów, Mała Kamienica, Nowa Kamienica, Rybnica, Stara Kamienica, Wojcieszyce.

## Overige plaatsen
Jaroszyce, Kromnów-Wola, Międzylesie, Sosnka.

## Aangrenzende gemeenten
Jelenia Góra, Jeżów Sudecki, Lubomierz, Mirsk, Piechowice, Szklarska Poręba
- Nationale Bibliotheek van Tsjechië: ge566703
- Virtual International Authority File: 303131605